# Baie de Blanc-Sablon
Baie de Blanc-Sablon är en vik i Kanada.   Den ligger i provinsen Québec, i den östra delen av landet, 1 500 km öster om huvudstaden Ottawa.